# Льодовиковий період: Курс на зіткнення
«Льодовиковий період: Курс на зіткнення» (англ. Ice Age: Collision Course) — американський 3D комп'ютерно-анімаційний музично-комедійний фільм, знятий Майком Термайєром і Галеном Т. Чу. П'ятий фільм у серії «Льодовиковий період». Прем'єра стрічки в Україні відбулася 14 липня 2016 року. Фільм розповідає про Менні, Сіда, Дієго і решту стада, які повинні залишити свій дім через падіння метеориту.

## Ролі озвучували
- Рей Романо — Менні
- Джон Легуізамо — Сід
- Деніс Лірі — Дієго
- Квін Латіфа — Еллі
- Саймон Пегг — Бак
- Шон Вільям Скотт — Креш
- Джош Пек — Едді
- Кеке Палмер — Персик
- Ванда Сайкс — Бабця
- Дженніфер Лопес — Шіра
- Джессі Тайлер Фергюсон — Шангрі Лама
- Адам Дівайн — Джуліан
- Нік Офферман — Гейвін
- Стефані Беатріс — Герті
- Макс Грінфілд — Роджер
- Мелісса Ройч — Франсін
- Майкл Страхан — Тедді
- Джессі Джей — Брук

## Український дубляж
Фільм дубльовано студією «Постмодерн» на замовлення компанії «Ukrainian Film Distribution» у 2016 році.
- Перекладач — Надія Бойван
- Режисер дубляжу — Людмила Петриченко
- Звукорежисер — Геннадій Алєксєєв
- Менеджер проєкту — Ірина Туловська
- Студія міксу — Делюкс Медіа (Deluxe Media)
- Диктор — Андрій Мостренко

Ролі дублювали:
- Дмитро Вікулов — Менні
- Євген Пашин — Дієго
- Павло Скороходько — Сід, Едді
- Юрій Ребрик — Бак
- Лариса Руснак — Еллі
- Андрій Соболєв — Джуліан
- Юлія Шаповал — Брук
- Анастасія Жарнікова-Зіновенко — Персик
- Андрій Твердак — Шангрі Лама
- Ірина Дорошенко — Бабця
- Володимир Канівець — Креш
- Дмитро Гаврилов — Тедді
- Юлія Перенчук — Шіра
- Роман Чорний — Гейвін
- Катерина Брайковська — Герті, Франсін
- Олександр Погребняк — Роджер

## Виробництво
Про початок виробництва фільму було офіційно оголошено 20 грудня 2013 року.